# Mikhaïl Svetov
Cet article possède un paronyme, voir Mikhaïl Svetlov.
Mikhaïl Vladimirovitch Svetov (russe : Михаи́л Влади́мирович Све́тов), né le 4 janvier 1985 à Moscou, est un militant politique russe, président du mouvement « Société civile » et membre du Comité Éthique du Parti libertarien de Russie,. Il est l'un des principaux idéologues et vulgarisateurs du libertarianisme en Russie. Présent sur un blog, et sur les réseaux sociaux (dont Twitter, YouTube et Telegram), il organise également de grands rassemblements sur divers sujets politiques et publics et participe à des conférences sur le libertarianisme dans le monde entier.

## Autres sources (à lier)
- (en) Reuters, « Wooden Tower Burned at Maslenitsa Festival in Russia », sur The Moscow Times, 10 mars 2019 (consulté le 27 avril 2024)
- (en-US) Jane Bradley et Michael Schwirtz, « U.K. Far Right, Lifted by Trump, Now Turns to Russia », The New York Times,‎ 23 avril 2021 (ISSN 0362-4331, lire en ligne, consulté le 27 avril 2024)